# Sacubitril
sacubitril (INN; código de desenvolvimento AHU-377) é um fármaco anti-hipertensivo utilizado em combinação com valsartan. O fármaco de combinatório sacubitril/valsartana, conhecido como LCZ696 durante os testes clínicos é utilizado para tratamento de insuficiência cardíaca. Ele foi aprovado através do processo prioritário de revisão da FDA (Food and Drug Administration) em 7 de julho de 2015.

## Mecanismo de ação
O sacubitril é um pró-fármaco que é ativado em sacubitrilato (LBQ657) por de-etilação via esterases. O sacubitrilato inibe a enzima neprilisina, que é responsável pela degração do peptídeo natriurético atrial e do peptídeo natriurético cerebral, dois peptídeos envolvidos na redução da pressão arterial, agindo principalmente na redução do volume de sangue.

Ativação do sacubitril em sacubitrilato